# Jenins
Jenins é uma comuna da Suíça, no Cantão Grisões, com cerca de 748 habitantes. Estende-se por uma área de 10,50 km², de densidade populacional de 71 hab/km². Confina com as seguintes comunas: Maienfeld, Malans, Seewis im Prättigau.
A língua oficial nesta comuna é o Alemão.